# Jinotega (Stadt)
Jinotega ist die Hauptstadt des Departamento Jinotega im Norden Nicaraguas. Aufgrund ihrer natürlichen Eigenschaften ist sie als „Las Brumas“ bekannt. Sie wurde 1606 unter dem Namen San Juan de Jinotega gegründet. Die Stadt hat eine Bevölkerung von rund 53.000 Einwohnern (Berechnung 2006) und liegt auf etwa 1.078 m über dem Meeresspiegel. Jinotega ist Sitz des 30. April 1991 zum Bistum erhobenen römisch-katholischen Bistums Jinotega.

## Etymologie
Man vermutet, dass der Name Jinotega aus der Nahuatl-Sprache vom Wort Xinotencatl stammt. Über die Bedeutung dieses Wortes sind die Linguisten uneinig. Es wird als „Stadt der ewigen Männer“ oder „Nachbarn des Jiñocoabos“ gedeutet, wobei Jiñocoabos ein Balsambaumgewächs (Bursera simaruba, (L) Sarg.) ist. In der Nahuatl-Sprache scheint Jiñocuabo „Räudiger Baum“ zu bedeuten. Eine Entsprechung für die Bedeutung „Nachbarn“ wäre die deutsche Endung „hausen“ bei Wohnortsnamen, beispielsweise in „Dornholzhausen“, „Recklinghausen“ usw.
„Nachbar der Jiñocuabos“ scheint aus zwei entscheidenden Gründen die korrekte Auslegung zu sein: Auch wenn heute Jinotega eine kleine Stadt ist, ist es höchst unwahrscheinlich, dass die Ureinwohner ihren Wohnort als Stadt angesehen oder gar als solchen bezeichnet hätten, zumal belegt ist, dass bei der Ankunft der Spanier in dieser Region Nicaraguas im 17. Jahrhundert, Jinotega lediglich ein bedeutungsloser Weiler war.

## Fauna und Flora
In Jinotega wächst der oben erwähnte Jiñocoabo-Baum (Bursera simaruba (L.) Sarg.), ein Balsambaumgewächs, den die Ureinwohner Jinotegas sehr verehrten und große medizinischen Eigenschaften zuschrieben. Der Jiñocoabo-Baum ist auch heute noch sehr verbreitet in der Umgebung Jinotegas, wo er wie eh und je an den Hängen der Stadt Jinotega wächst.
Romantische Dichter haben der Stadt Jinotega den wohlklingenden, den klimatischen Gegebenheiten wiedergebenden Namen „Ciudad de las Brumas“ (Stadt der Nebel) gegeben. Aufgrund der gnadenlosen Abholzung der Umgebung hat sich seit den letzten drei Jahrzehnten des vorigen Jahrhunderts das Klima drastisch zum Negativen verändert, sodass der Nebel, den man früher jeden Morgen als natürlichen Deckmantel über der Stadt sehen konnte, heute eigentlich fast nur noch eine vergangene Naturerscheinung ist.

## Wirtschaft
Als Hauptstadt des Departamento de Jinotega entwickelte sich die Stadt Jinotega als sein Handelszentrum. Gegen Ende des 19. Jahrhunderts bis Anfang des 20. Jahrhunderts entstand in der Stadt Jinotega ein reges Handelsleben: die Nationalregierung hatte im 19. Jahrhundert ein Gesetz mit dem Ziel verabschiedet, ausländische Investoren zum Kaffeeanbau in Nicaragua zu motivieren. Englische, deutsche, dänische und nordamerikanische Unternehmer ließen sich daraufhin in Jinotega nieder. Manche eröffneten Handelshäuser, wo die Kaffeeproduzenten ihre Ernte gegen importierte Waren tauschen konnten. Es entstand auch ein kleines Industrieleben, so etwa die Brausegetränkefabrik, die man im Volksmund „Chibolas“ (Murmel) nannte, da der Glasflaschenverschluss durch eine Glaskugel luftdicht verschlossen war, die man dann eindrücken musste, um die Flasche zu öffnen. Diese Flaschenart kannte man in Deutschland als "Klickerflasche", oder auch als Knickerflasche, Kugelflasche, Murmelflasche. In Süddeutschland nannte man sie "Kracherl". 
Der deutsche Unternehmer Heinrich (Enrique) Gülke gründete ein Casino nach Wiener Art. Mobiliar sowie Samtvorhänge, Billardtische, Kegelbahnen, Glücksräder usw. kamen direkt aus Deutschland. Ende der 1920er Jahre brachte Herr Gülke auch das erste Kraftfahrzeug überhaupt nach Jinotega, welches von Herrn Rafael Hernandez gesteuert wurde. Der Empfang war pompös. Anwesend waren die obersten Lokalbehörden. Selbstverständlich zelebrierte der Dorfpfarrer eine Hauptmesse, um die bösen Geister von jenem schwarzen, lauten, stinkenden, blechernen „Teufelszeug“ zu vertreiben. Im Jahre 1933 kam das erste Damenfahrrad – ein Skandal zur damaligen Zeit in einem kleinen katholischen Dorf. Das Fahrrad war ein Geschenk des deutschen Kaufmanns Ludwig (Luis) Frenzel zum 15. Geburtstag seiner Tochter Hulda. Die Dorfbigotterie eilte desorientiert zur Kirche und betete für die Rettung der Seele dieses jungen verirrten blonden Schafes. Nach geraumer Zeit gewöhnte man sich daran. Das Fahrrad (der Marke Miele) existiert heute noch und ist fahrtüchtig. Das zweite Damenfahrrad wurde von Herrn Gülke für seine Tochter Ilse importiert, aber es war inzwischen kein Tabu mehr. Weitere Damenfahrräder kamen erst nach der Revolution 1979.
Ende der 1920er Jahre wurde Jinotega zu Schauplatz kriegerischer Auseinandersetzungen zwischen den Leuten von Sandino (im Volksmunde „los Bandoleros“ genannt) und den nordamerikanischen Okkupationstruppen (im Volksmunde „los marinos yankis“ genannt). Diese Ereignisse beeinträchtigten die Wirtschaft des Departamentos und der Stadt Jinotega empfindlich. Als Nicaragua am 8. Dezember 1941 Deutschland den Krieg erklärte, wurden alle Deutschen und viele ihrer Angehörigen in sogenannten „Konzentrationslagern“ nach Managua gebracht. Ihre Geschäfte und Kaffee-Haziendas wurden auf Anordnung von Somoza durch Regierungspersonal besetzt und nach Kriegsende die meisten davon konfisziert. Viele Deutsche starben kurz danach. Andere verließen Jinotega und siedelten in Managua und andere Städte oder verließen Nicaragua ganz. Die Wirtschaft Jinotegas erlitt dadurch einen herben Schlag.
Mitte der 1960er Jahre hat der Unternehmer Asunción (Chón) Molina Rodríguez eine Kaffee- und Mais-Verarbeitungsfabrik aufgebaut. Unter seinen Produkten fand man, fachmännisch im Vakuum verpackt, gemahlenen Kaffee sowie Mais-Chips und Tortillas, die allesamt nach ganz Mittelamerika exportiert wurden. Die Fabrik beschäftigte über 200 Personen. Nach der Machtergreifung der Sandinisten 1979 wurde die Fabrik enteignet, verkam und verschwand. Ein Bruder von Asunción namens Porfirio Molina Rodriguez gründete eine kleine Konservenfabrik „Conservas La Cabaña“, die bis heute existiert.
Die wirtschaftliche Entwicklung Jinotegas konzentriert sich heute auf den Kaffeeanbau und die Viehzucht. Die Elektroenergieproduktion Jinotegas ist vital für das ganze Land Nicaragua. Der Handel in der Stadt Jinotega selbst, aber auch in anderen wichtigeren Städten des Departamentos, haben sich in den letzten 10 Jahren stark entwickelt. Auch der Export von Edelhölzer und Bauholz spielt eine bedeutende Rolle.
Zwischen 1962 und 1964 wurde unter französischer und italienischer Kooperation der Stausee Lago de Apanás gebaut. Dazu wurden drei wichtige Flüsse des Departamento angestaut: Río Tuma, Río Mancotal und Río Jigüina.
Die Straße, die die Stadt Jinotega mit der Stadt Matagalpa verbindet, wurde Anfang der 1950er Jahre fertiggestellt. Bei „Santa Lastenia“ erreicht sie den höchsten Punkt aller Straßen Nicaraguas.

## Tourismus
Erst seit Anfang des 21. Jahrhunderts hat Jinotega angefangen, den Tourismus als potentielle Wirtschaftsbranche zu entdecken und anzukurbeln. Inzwischen gibt es in Jinotega zwei Hotels und mehrere Restaurants. In unmittelbarer Nähe der Stadt wurde 2002 ein Grundstück als privates Naturreservat anerkannt. Dort entsteht nun ein Botanischer Garten mit dem Ziel den Ökotourismus anzukurbeln und der Wissenschaft zu dienen. 
In der Stadt selbst sind nur wenige Sehenswürdigkeiten vorhanden. Die katholische Kirche Iglesia San Juan im Stadtzentrum wurde 1805 gebaut und 1882 wieder aufgebaut. Der Bau der heutigen Kirche erfolgte als Kathedrale im neoklassizistischen Stil mit barockisierenden Versatzstücken und wurde 1952 begonnen und 1958 vollendet. Der Architekt stammte aus Jinotega und hieß Raúl Castellón Rivera. Ursprünglich hatte die Kirche einen vollständig aus Holz geschnitzten Altar von Don Luis Lezama, der aber wegen des Holzwurms durch einen neuen, aus Deutschland importierten, ersetzt wurde. Ebenso aus Deutschland stammt die Turmuhr der Kirche (Fa. Friedrich E. Korfhage aus Buer, Bez. Osnabrück).
Das lokale Kunsthandwerk der Schwarzen Keramik, eine traditionelle indigene Technik ähnlich der antiken Terra Nigra, wird von lokalen Kooperativen bewahrt und auch vermarktet.

## Städtepartnerschaften
- Solingen, Deutschland, seit 1985
- Ulm, Deutschland, seit 1986
- Zoetermeer, Niederlande, seit 1982

## Bedeutende Persönlichkeiten
- Benjamín Zeledón (1879–1912), Politiker und General
- Patricio Centeno, General
- Alfredo Alegría Rosales, Dichter
- Bartolomé Martínez (1860–1936), Präsident von Nicaragua
- Harvey A. Wells Möller (1932–2009), Dozent